# SV Neulengbach
SV Neulengbach är en österrikisk fotbollsklubb grundad år 1923 som SC Neulengbach. År 1996 bildades en fotbollssektion för damer i klubben som har kommit att bli framgångsrik och för vilken klubben idag är mest känd.

## Damlaget
Redan efter SV Neulengbachs första säsong, 1996/1997, flyttades laget upp i Österrikes högstadivision efter att ha vunnit sin serie. Sedan år 2003 har klubben sedan vunnit mängder av ligatitlar, närmare bestämt tolv stycken, vilket också innebär att man regelbundet har fått delta i kvalet till Champions League. I denna turnering har man som bäst tagit sig till kvartsfinal säsongen 2013/2014. Framgången kom efter att man besegrat cypriotiska Apollon Limassol och turkiska Konak Belediyesi i sextondels- respektive åttondelsfinal, innan klubben besegrades av Tyresö FF med totalt 1-8.